# Rekoa meton
Rekoa meton är en fjärilsart som beskrevs av Pieter Cramer 1782. Rekoa meton ingår i släktet Rekoa och familjen juvelvingar. Inga underarter finns listade.

## Bildgalleri

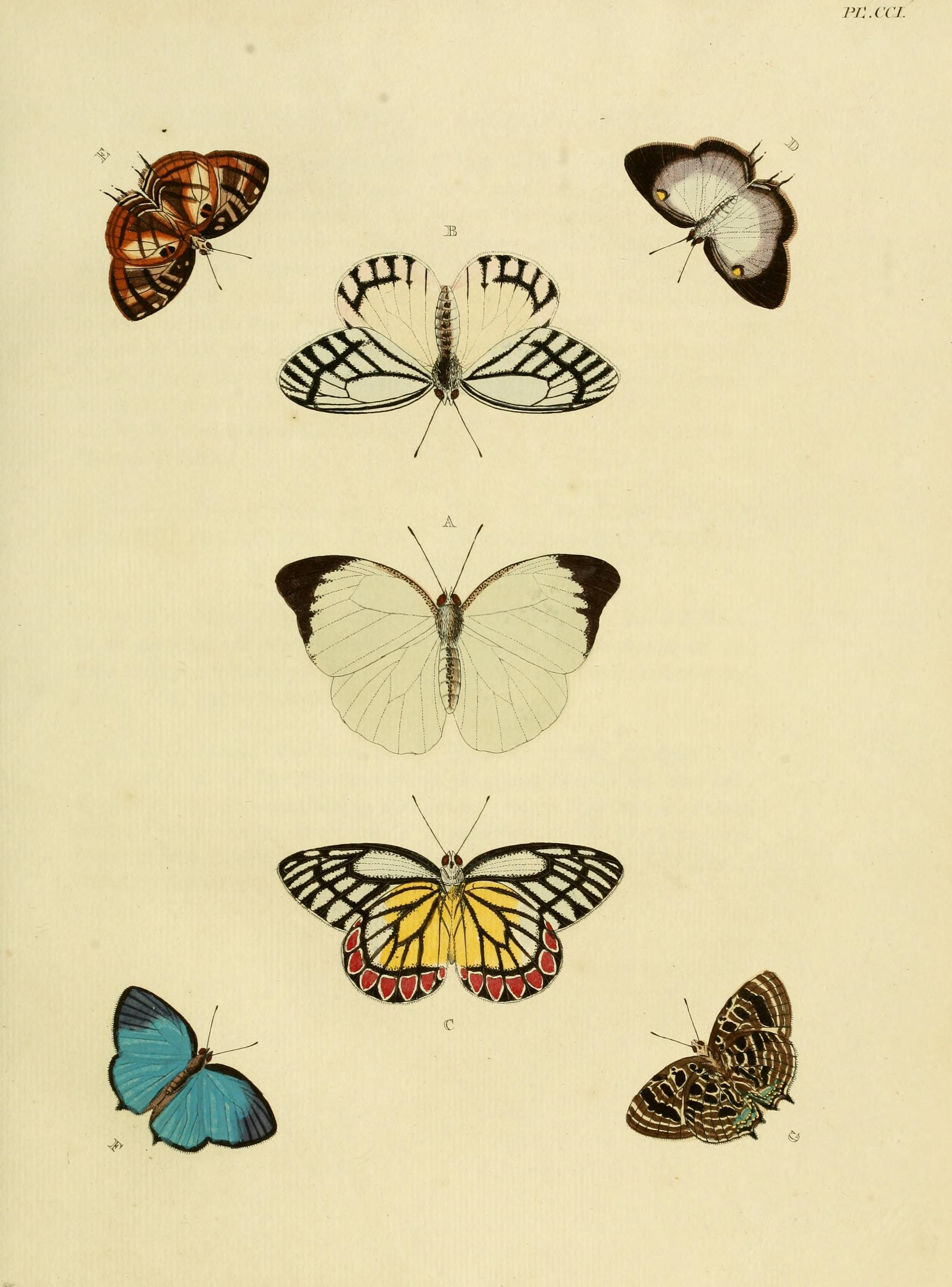